# 襄王 (韓)
襄王（じょうおう、生年不詳 - 紀元前296年）は、中国の戦国時代の韓の君主。名は倉。宣恵王の子。
紀元前312年、宣恵王が死去すると、後を嗣いで韓王となった。紀元前308年、秦の武王と臨晋で会合した。この年の秋、秦の甘茂の攻撃を受けて宜陽を失陥した。紀元前307年、秦の攻撃を受けて宜陽を落とされ、6万人を斬首された。紀元前306年、秦が武遂を返還してきた。紀元前303年、秦が再び武遂を奪った。紀元前302年、太子嬰を秦に入朝させ、帰国した。紀元前301年、秦の攻撃を受けて穣を奪われた。秦とともに楚を攻撃し、楚の将軍の唐眜を破った。
紀元前300年、太子嬰が死去した。公子咎と公子蟣蝨が韓の太子の位を争った。公子蟣蝨は楚の人質となっており、楚の力を背景に蟣蝨を太子位につけようという動きがあった。
紀元前299年、楚軍が雍氏を包囲したため、韓は秦の援軍を求めた。秦軍が動かないうちに公孫眜が入国し、斉や楚との合従を公仲に勧めた。これによって楚軍は雍氏の包囲を解いた。楚も公子咎に恩を売ったほうが得策とする判断に傾き、公子蟣蝨は韓に帰国することができず、韓は咎を太子に立てた。
この年、斉の湣王や魏の襄王が韓を来訪した。紀元前298年、斉王や魏王の軍とともに秦を攻撃し、連合軍は函谷関に布陣した。紀元前296年、秦が武遂を韓に返還して和睦した。この年のうちに襄王は死去した。在位16年。

## 子女
- 太子嬰
- 釐王（公子咎）
- 公子蟣蝨（韓王信の祖父）